# Leichtathletik-Europameisterschaften 2016/Dreisprung der Frauen

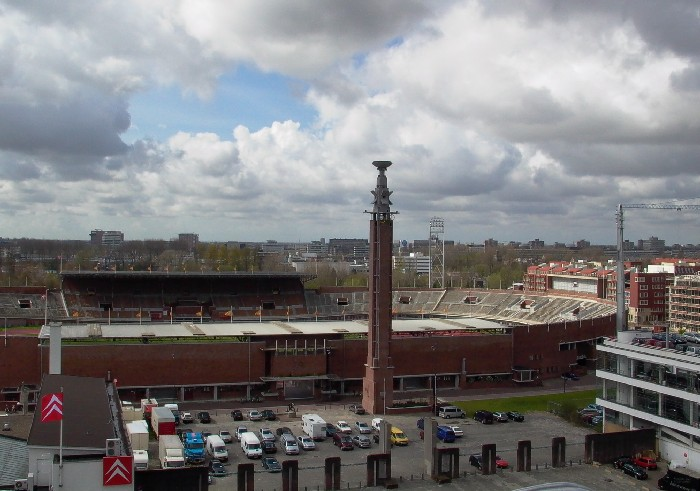
Das Olympiastadion in Amsterdam im Jahr 2005

Der Dreisprung der Frauen bei den Leichtathletik-Europameisterschaften 2016 wurde am 8. und 10. Juli 2016 im Olympiastadion der niederländischen Hauptstadt Amsterdam ausgetragen.
Europameisterin wurde die portugiesische Vizeeuropameisterin von 2012 Patrícia Mamona. Die Vizeweltmeisterin von 2015 Hanna Knjasjewa-Minenko aus Israel errang die Silbermedaille. Auf den dritten Platz kam die Griechin Paraskevi Papachristou.

## Rekorde

### Bestehende Rekorde
| Weltrekord           | 15,50 m | Inessa Krawez    | WM Göteborg, Schweden | 10. August 1995 |
| Europarekord         | 15,50 m | Inessa Krawez    | WM Göteborg, Schweden | 10. August 1995 |
| Meisterschaftsrekord | 15,15 m | Tatjana Lebedewa | EM Göteborg, Schweden | 9. August 2006  |

Der bestehende EM-Rekord wurde bei diesen Europameisterschaften nicht erreicht. Sprünge von mehr als fünfzehn Metern gab es nicht. Die größte Weite erzielte die portugiesische Europameisterin Patrícia Mamona im Finale mit 14,58 m bei einem Rückenwind von 0,8 m/s, womit sie 57 Zentimeter unter dem Rekord blieb. Zum Welt- und Europarekord fehlten ihr 92 Zentimeter.

### Rekordverbesserung
Es wurde ein neuer Landesrekord aufgestellt:

14,58 m – Patrícia Mamona (Portugal), Finale am 10. Juli, sechster Versuch bei einem Rückenwind von 0,8 m/s

## Windbedingungen
In den folgenden Ergebnisübersichten sind die Windbedingungen zu den jeweiligen Sprüngen mitbenannt. Der erlaubte Grenzwert liegt bei zwei Metern pro Sekunde. Bei stärkerer Windunterstützung wird die Weite für den Wettkampf gewertet, findet jedoch keinen Eingang in Rekord- und Bestenlisten.

## Legende
Kurze Übersicht zur Bedeutung der Symbolik – so üblicherweise auch in sonstigen Veröffentlichungen verwendet:
| NR | Nationaler Rekord                                      |
| w  | Windunterstützung über dem zulässigen Wert von 2,0 m/s |
| –  | verzichtet                                             |
| x  | ungültig                                               |

## Qualifikation
8. Juli 2016, 13:10 Uhr
22 Wettbewerberinnen traten in zwei Gruppen zur Qualifikationsrunde an. Sechs von ihnen (hellblau unterlegt) übertrafen die Qualifikationsweite für den direkten Finaleinzug von 14,00 m. Damit war die Mindestzahl von zwölf Finalteilnehmerinnen nicht erreicht. Das Finalfeld wurde mit den sechs nächstplatzierten Sportlerinnen (hellgrün unterlegt) auf zwölf Springerinnen aufgefüllt. So reichten für die Finalteilnahme schließlich 13,62 m.

### Gruppe A

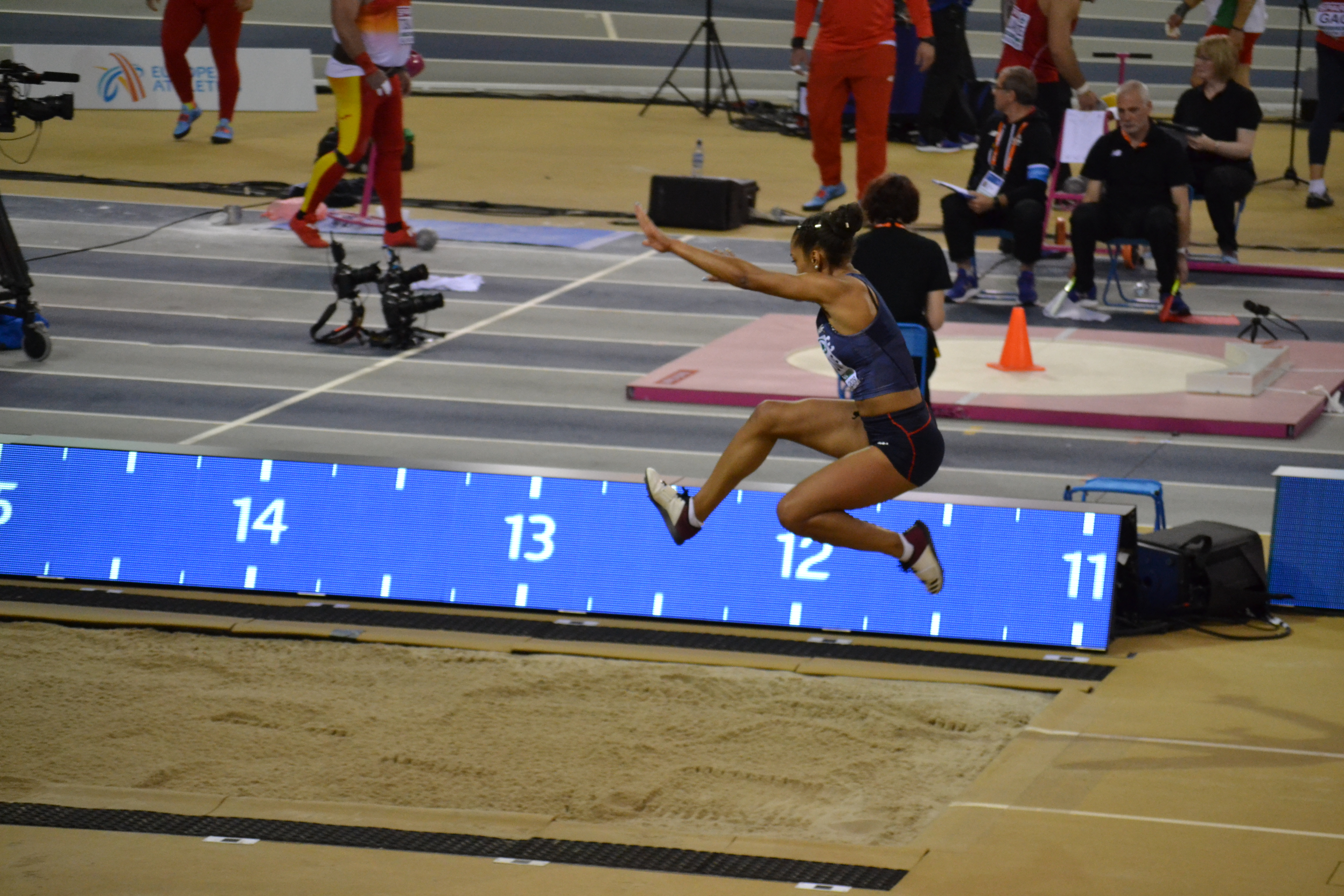
Rouguy Diallo erzielte als Neunte ihrer Gruppe 13,58 m und schied damit aus

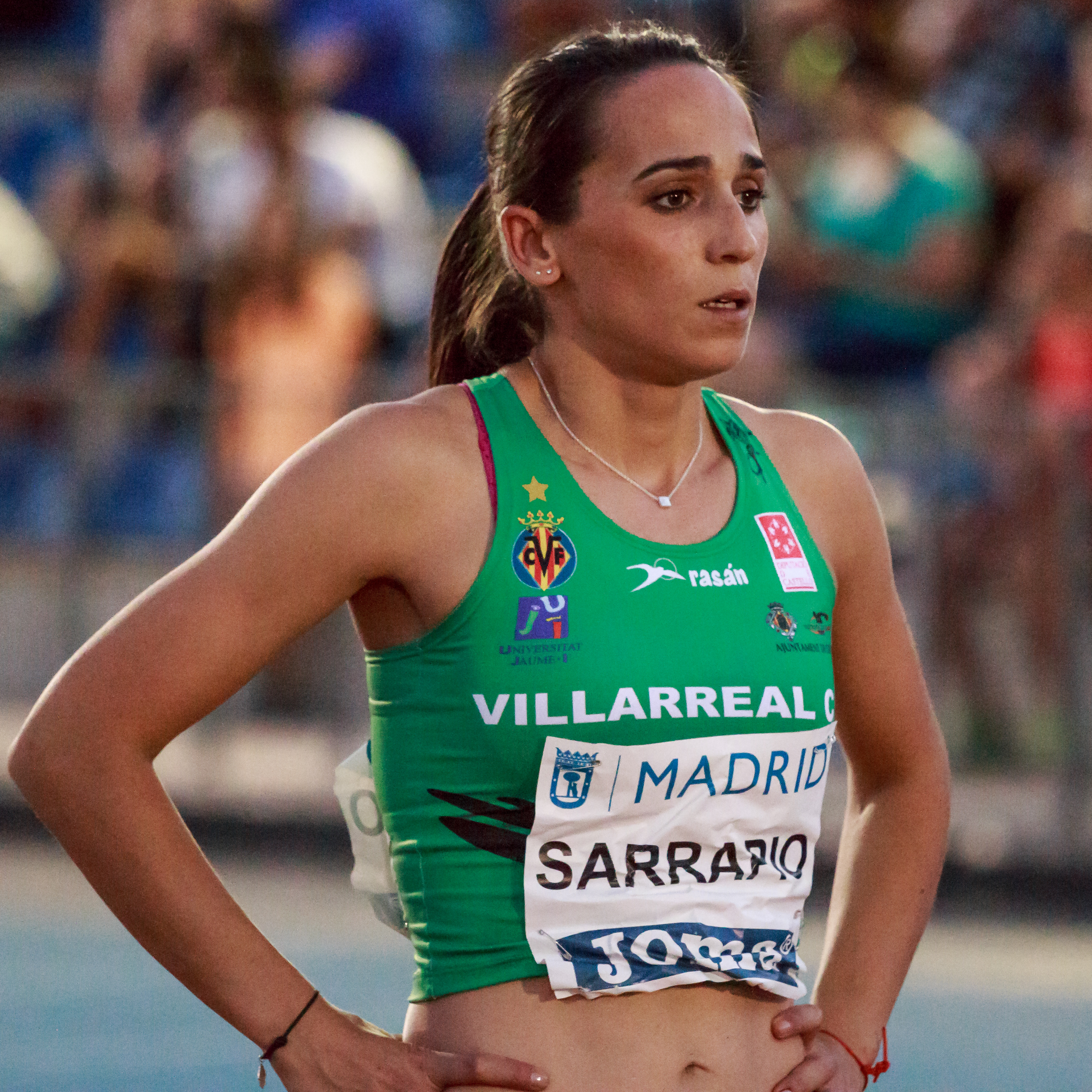
Patricia Sarrapio erreichte als Zehnte der Qualifikationsgruppe A mit 13,46 m nicht das Finale

| Platz | Name                    | Nation       | Resultat (m) | 1. Versuch (m) Wind (m/s) | 2. Versuch (m) Wind (m/s) | 3. Versuch (m) Wind (m/s) |
| 1     | Jenny Elbe              | Deutschland  | 14,2400      | 13,51 / ±0,0              | 13,53 / +0,7              | 14,24 / +1,3              |
| 2     | Hanna Knjasjewa-Minenko | Israel       | 14,23 w      | 13,90 / +0,3              | 14,23 / +4,1              | –                         |
| 3     | Jana Velďáková          | Slowakei     | 14,1100      | 13,59 / ±0,0              | x                         | 14,11 / +0,7              |
| 4     | Paraskevi Papachristou  | Griechenland | 14,0000      | 14,00 / −0,4              | –                         | –                         |
| 5     | Patrícia Mamona         | Portugal     | 13,8700      | 13,72 / +0,1              | 13,87 / +1,0              | x                         |
| 6     | Olha Saladucha          | Ukraine      | 13,85 w      | 13,82 / +3,4              | 13,85 / +2,3              | 13,82 / −0,4              |
| 7     | Elena Panțuroiu         | Rumänien     | 13,6300      | 13,51 / +0,9              | 13,63 / −0,3              | 13,62 / −0,9              |
| 8     | Iryna Waskouskaja       | Belarus      | 13,6100      | 13,61 / +0,9              | 13,35 / +0,9              | x                         |
| 9     | Rouguy Diallo           | Frankreich   | 13,5800      | x                         | 13,58 / −1,1              | 13,45 / +1,5              |
| 10    | Patricia Sarrapio       | Spanien      | 13,4600      | 13,46 / +2,0              | 13,08 / −1,4              | 13,05 / −0,9              |
| 11    | Petra Koren             | Slowenien    | 13,0200      | 13,02 / −1,2              | x                         | 13,02 / +0,1              |

### Gruppe B
| Platz | Name                    | Nation         | Resultat (m) | 1. Versuch (m) Wind (m/s) | 2. Versuch (m) Wind (m/s) | 3. Versuch (m) Wind (m/s) |
| 1     | Anna Jagaciak-Michalska | Polen          | 14,3300      | 13,98 / −1,3              | 14,33 / +0,6              | –                         |
| 2     | Kristin Gierisch        | Deutschland    | 14,0500      | 13,56 / +0,1              | 13,53 / +3,2              | 14,05 / +1,6              |
| 3     | Dariya Derkach          | Italien        | 13,96 w      | x                         | 13,65 / +0,9              | 13,96 / +2,8              |
| 4     | Susana Costa            | Portugal       | 13,9400      | 13,66 / +0,2              | 13,94 / ±0,0              | 13,73 / −1,1              |
| 5     | Lucie Májková           | Tschechien     | 13,8100      | 13,56 / −1,1              | x                         | 13,81 / +0,1              |
| 6     | Kristiina Mäkelä        | Finnland       | 13,8000      | 13,62 / +0,9              | 13,80 / −1,5              | 13,77 / −0,1              |
| 7     | Jeanine Assani Issouf   | Frankreich     | 13,8000      | 13,78 / +1,6              | 13,45 / −1,2              | 13,80 / −0,8              |
| 8     | Ruslana Zychozka        | Ukraine        | 13,7800      | 13,78 / +1,6              | x                         | 13,58 / −0,6              |
| 9     | Laura Samuel            | Großbritannien | 13,6500      | 13,65 / +1,1              | x                         | x                         |
| 10    | Gabriela Petrowa        | Bulgarien      | 13,4600      | x                         | x                         | 13,46 / −1,5              |
| 11    | Natallja Wjatkina       | Belarus        | 13,3500      | 13,33 / +1,8              | 13,07 / −1,5              | 13,35 / +0,9              |

## Finale
10. Juli 2016, 17:25 Uhr
| Platz | Name                    | Nation       | Resultat (m) | 1. Versuch (m) Wind (m/s) | 2. Versuch (m) Wind (m/s) | 3. Versuch (m) Wind (m/s) | 4. Versuch (m) Wind (m/s)                     | 5. Versuch (m) Wind (m/s)                     | 6. Versuch (m) Wind (m/s)                     |
| 1     | Patrícia Mamona         | Portugal     | 14,58 NR     | x                         | 13,95 / −1,1              | 14,38 / +2,6              | x                                             | x                                             | 14,58 / +0,8                                  |
| 2     | Hanna Knjasjewa-Minenko | Israel       | 14,51 w0     | x                         | x                         | 14,51 / +2,9              | x                                             | x                                             | x                                             |
| 3     | Paraskevi Papachristou  | Griechenland | 14,47000     | 14,31 / −0,2              | 14,45 / +0,9              | 14,15 / +1,0              | 14,00 / +1,3                                  | 14,14 / −0,1                                  | 14,47 / −1,0                                  |
| 4     | Anna Jagaciak-Michalska | Polen        | 14,40 w0     | 14,31 / 0,4               | x                         | 14,15 / −0,1              | x                                             | 14,32 / +1,3                                  | 14,40 / +3,2                                  |
| 5     | Susana Costa            | Portugal     | 14,34000     | x                         | 14,25 / −0,7              | 13,58 / −0,4              | 14,23 / +0,8                                  | 14,34 / ±0,0                                  | x                                             |
| 6     | Olha Saladucha          | Ukraine      | 14,23000     | 14,00 / −1,0              | 14,23 / −0,6              | 14,05 / 2,0               | 12,80 / ±0,0                                  | 14,16 / +0,6                                  | 14,12 / −1,3                                  |
| 7     | Jenny Elbe              | Deutschland  | 14,08000     | 14,08 / +1,7              | 14,08 / −0,5              | x                         | 13,60 / −0,3                                  | 13,82 / −0,7                                  | 13,85 / +1,0                                  |
| 8     | Kristin Gierisch        | Deutschland  | 14,03000     | x                         | 14,01 / ±0,0              | 14,03 / −2,0              | x                                             | 12,92 / −0,6                                  | 13,92 / −0,9                                  |
| 9     | Kristiina Mäkelä        | Finnland     | 13,95000     | 13,79 / −0,4              | 13,94 / +0,4              | 13,95 / +1,5              | nicht im Finale der besten acht Springerinnen | nicht im Finale der besten acht Springerinnen | nicht im Finale der besten acht Springerinnen |
| 10    | Dariya Derkach          | Italien      | 13,89000     | 13,89 / −1,0              | x                         | 13,56 / +2,4              | nicht im Finale der besten acht Springerinnen | nicht im Finale der besten acht Springerinnen | nicht im Finale der besten acht Springerinnen |
| 11    | Jana Velďáková          | Slowakei     | 13,74000     | x                         | x                         | 13,74 / +1,8              | nicht im Finale der besten acht Springerinnen | nicht im Finale der besten acht Springerinnen | nicht im Finale der besten acht Springerinnen |
| 12    | Lucie Májková           | Tschechien   | 13,70 w0     | 13,36 / +0,5              | 13,16 / −0,9              | 13,70 / +3,1              | nicht im Finale der besten acht Springerinnen | nicht im Finale der besten acht Springerinnen | nicht im Finale der besten acht Springerinnen |

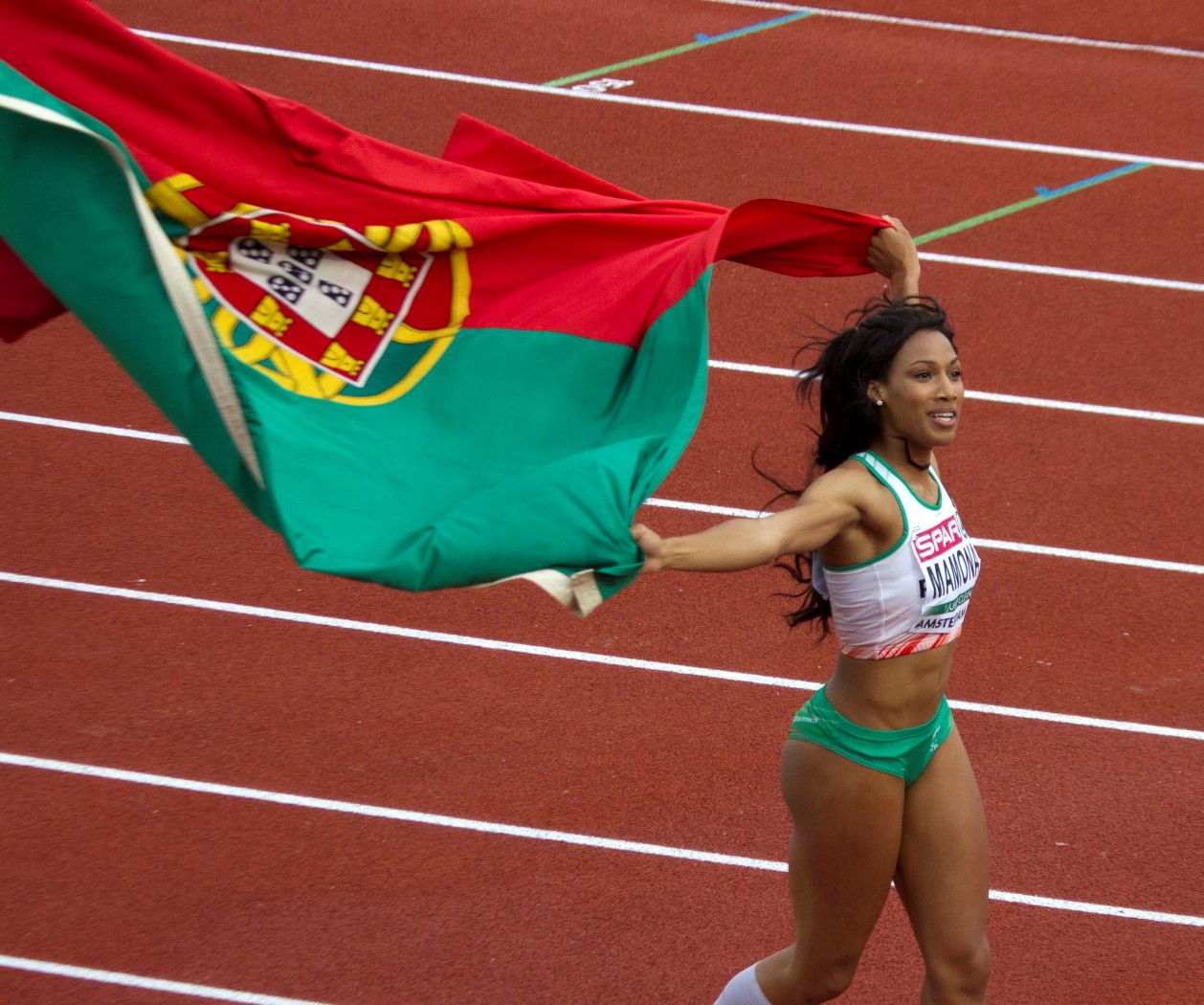
Europameisterin Patrícia Mamona, 2012 EM-Zweite, feierte ihren Titelgewinn
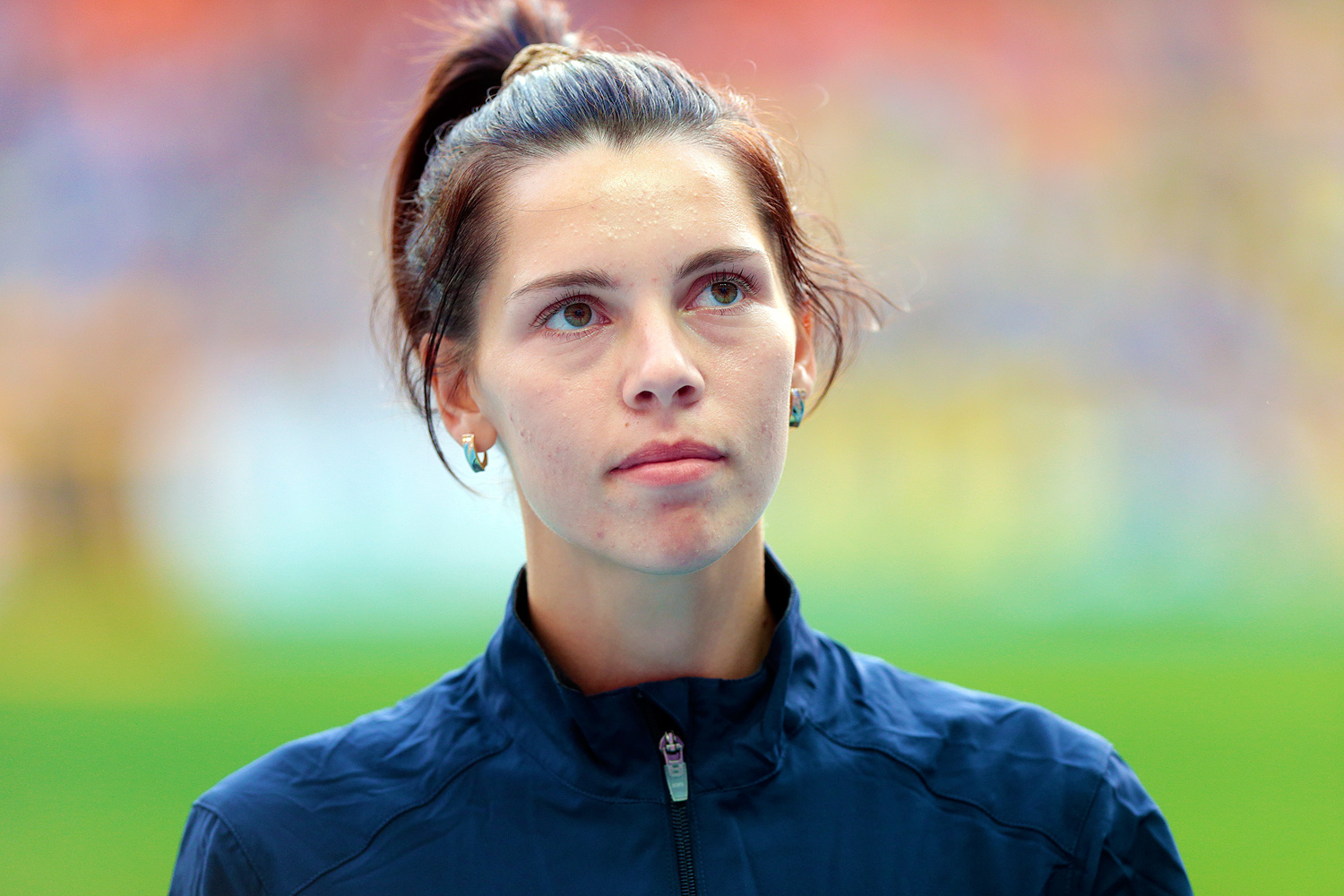
Die Vizeweltmeisterin von 2015 Hanna Knjasjewa-Minenko kam auch hier zu Rang zwei
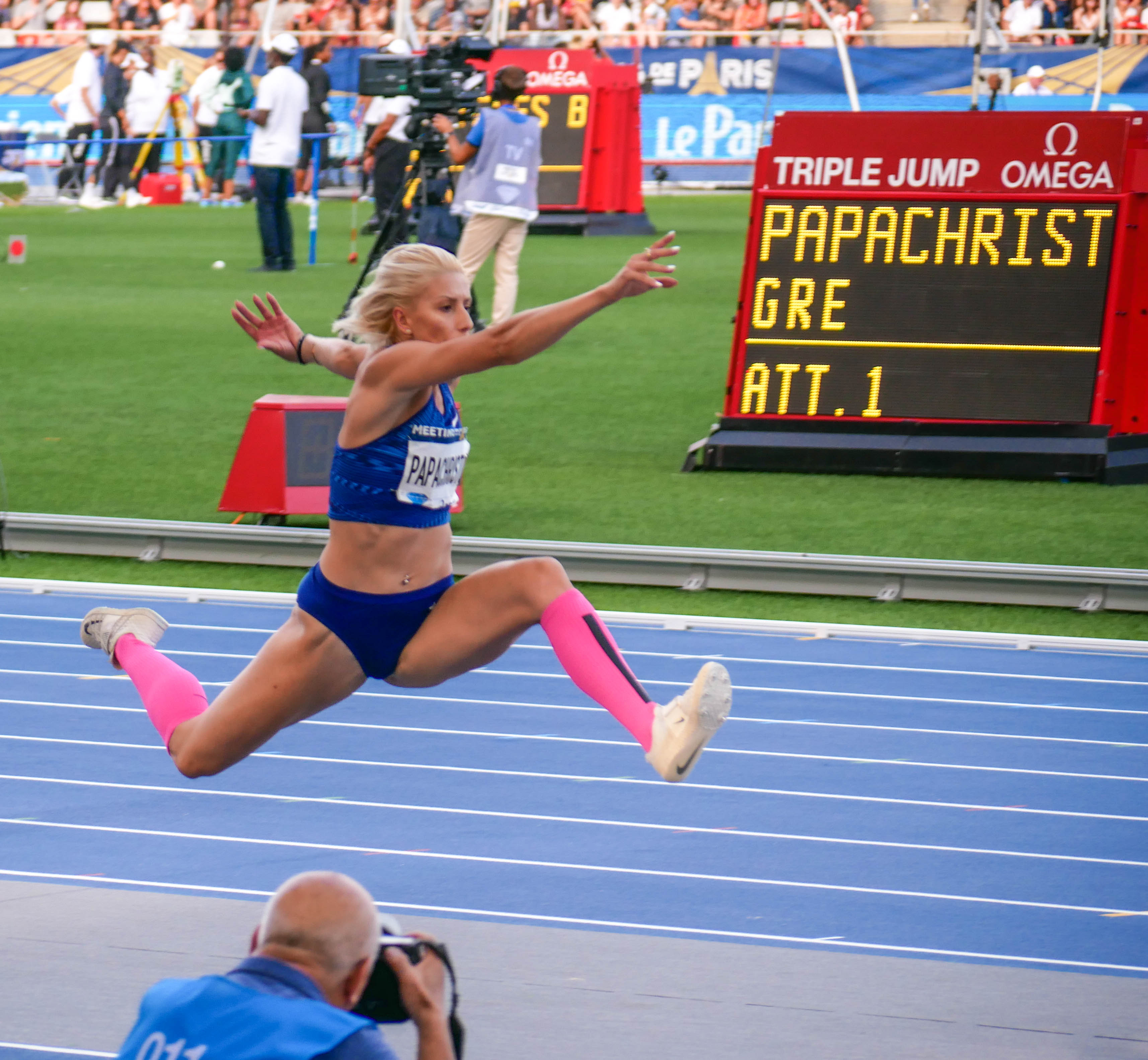
Bronzemedaillengewinnerin Paraskevi Papachristou

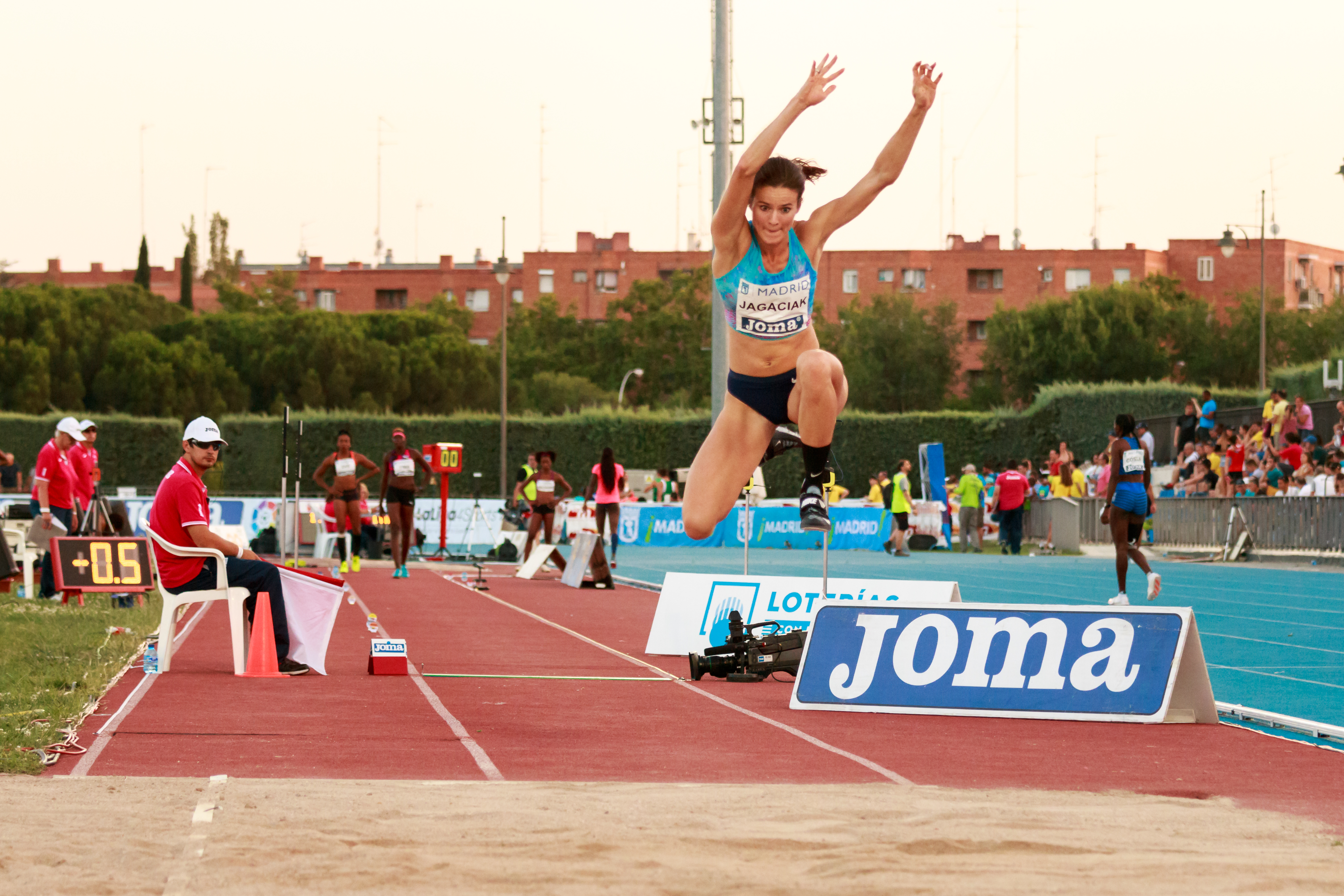
Anna Jagaciak-Michalska belegte Rang vier
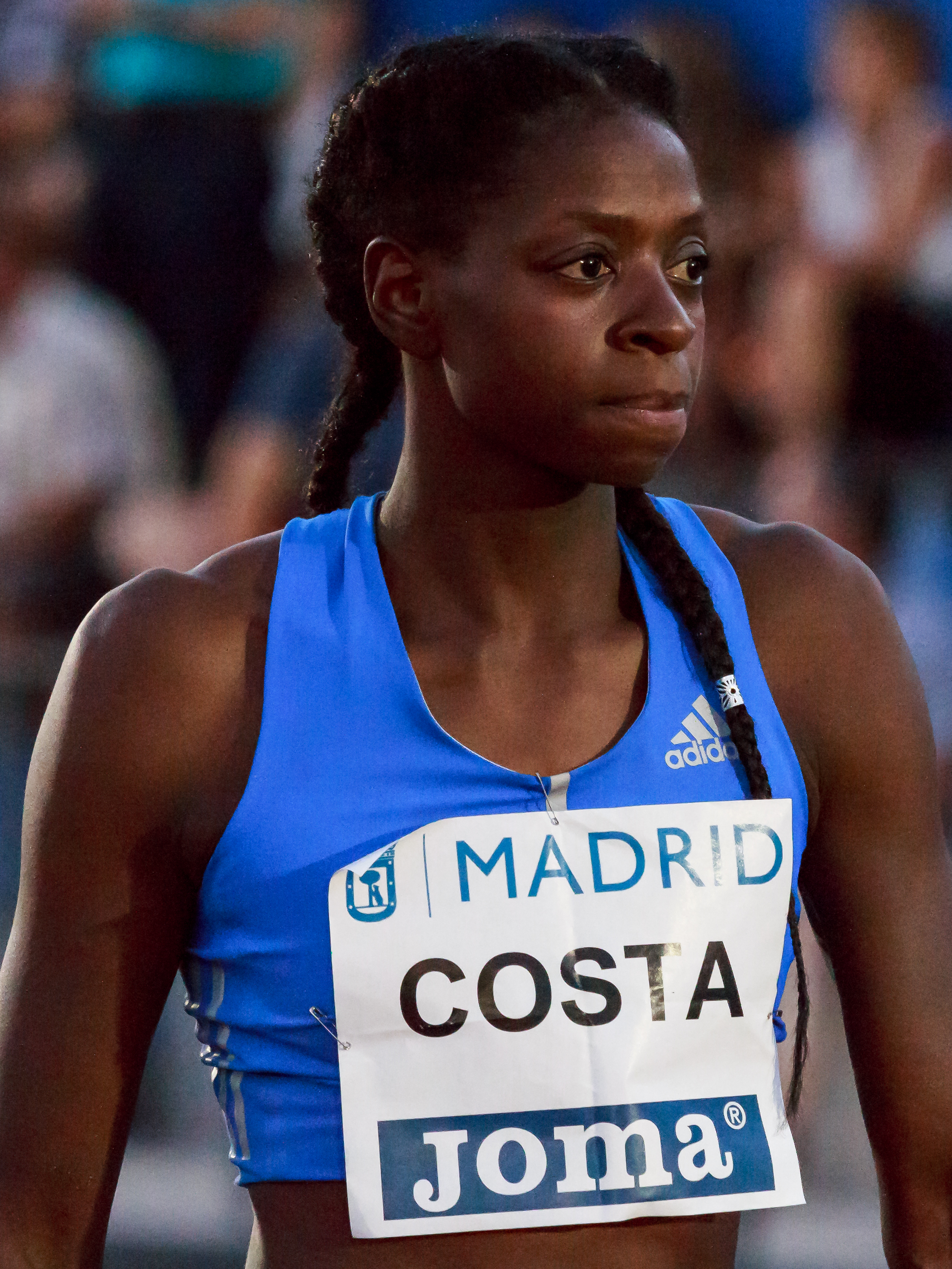
Susana Costa kam auf den fünften Platz
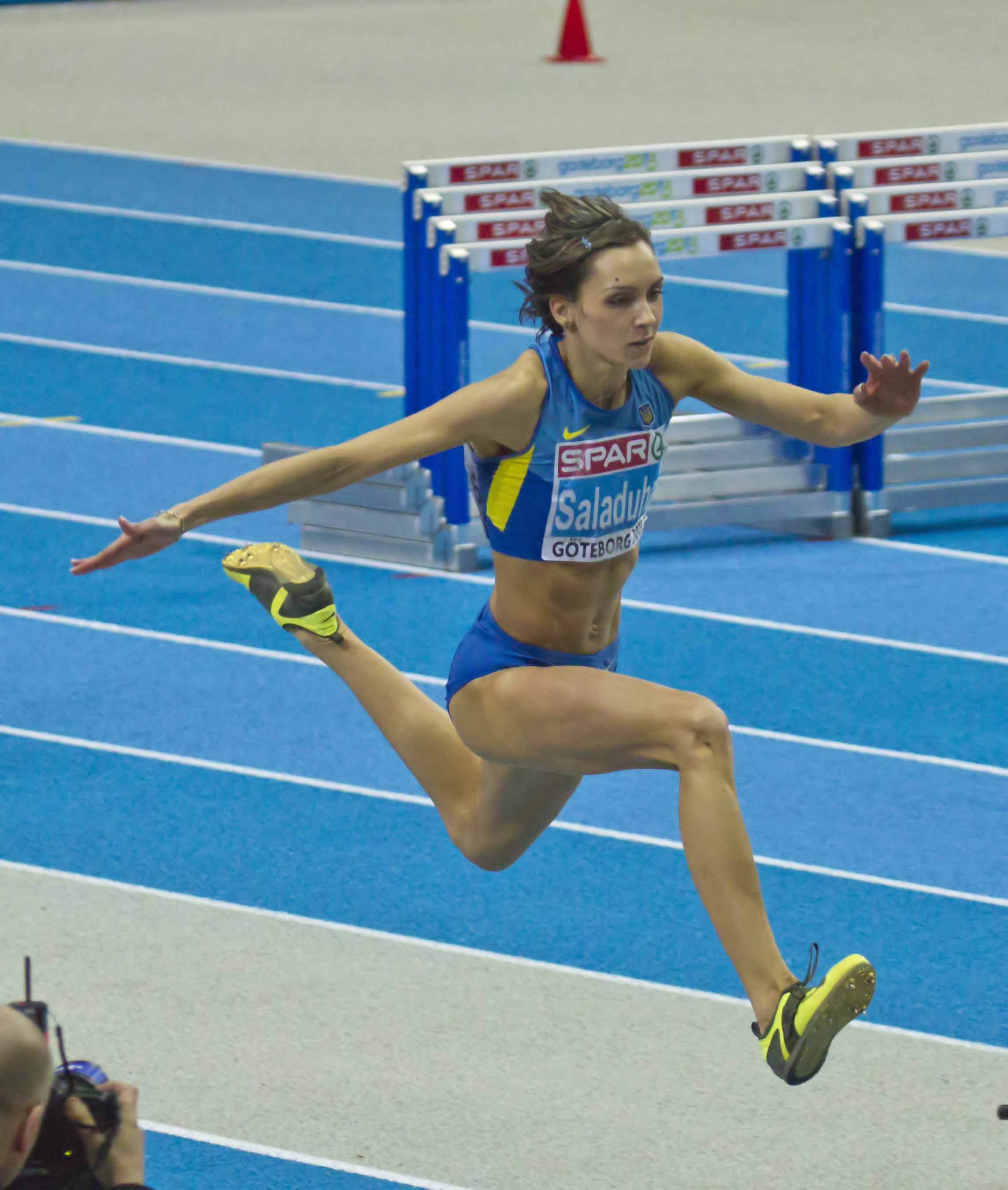
Olha Saladucha, dreifache Europameisterin (2010/2012/2014), 2011 Weltmeisterin, 2013 WM-Dritte und 2012 Olympiadritte, musste hier mit Platz sechs zufrieden sein
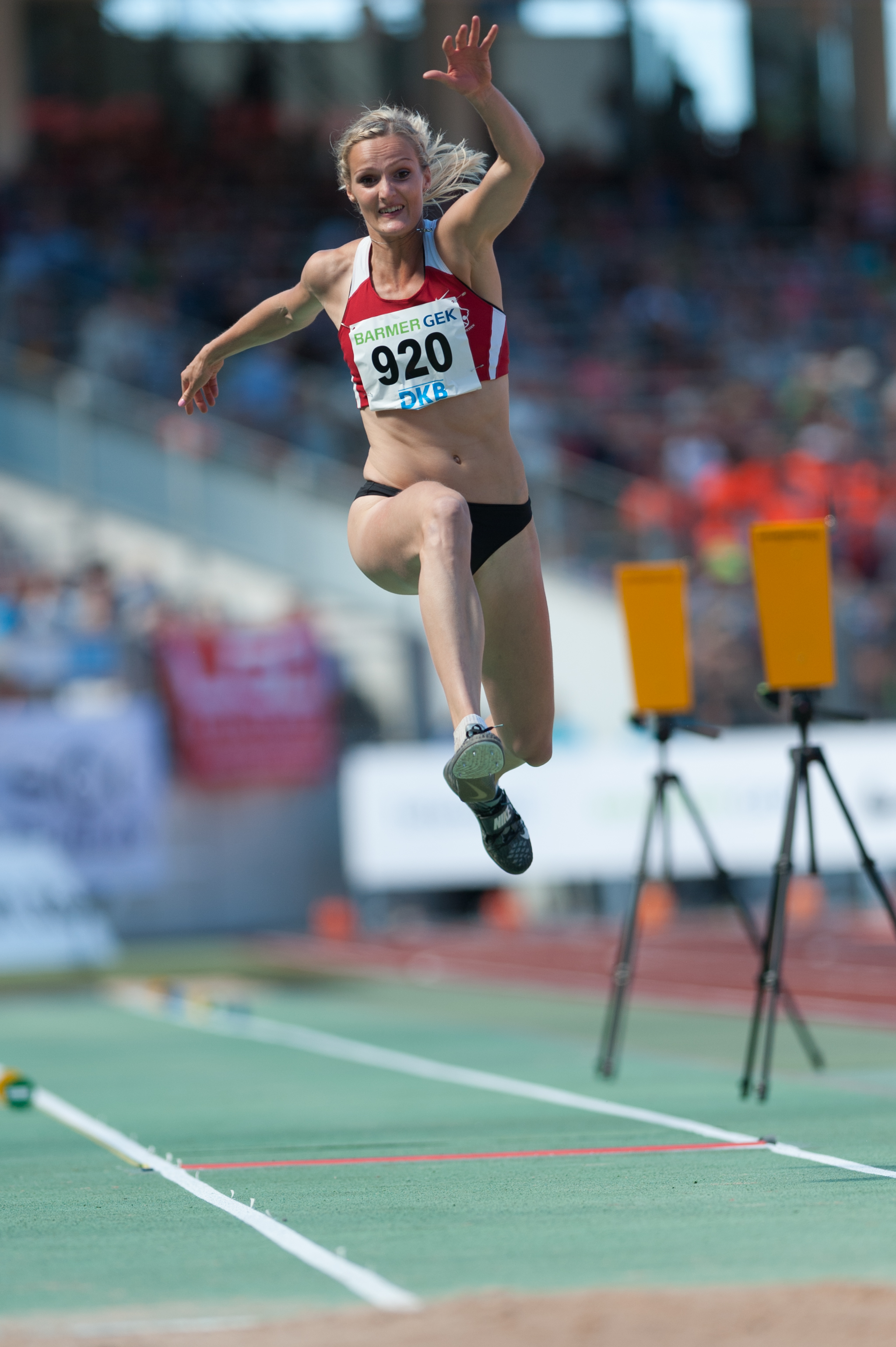
Jenny Elbe wurde Siebte

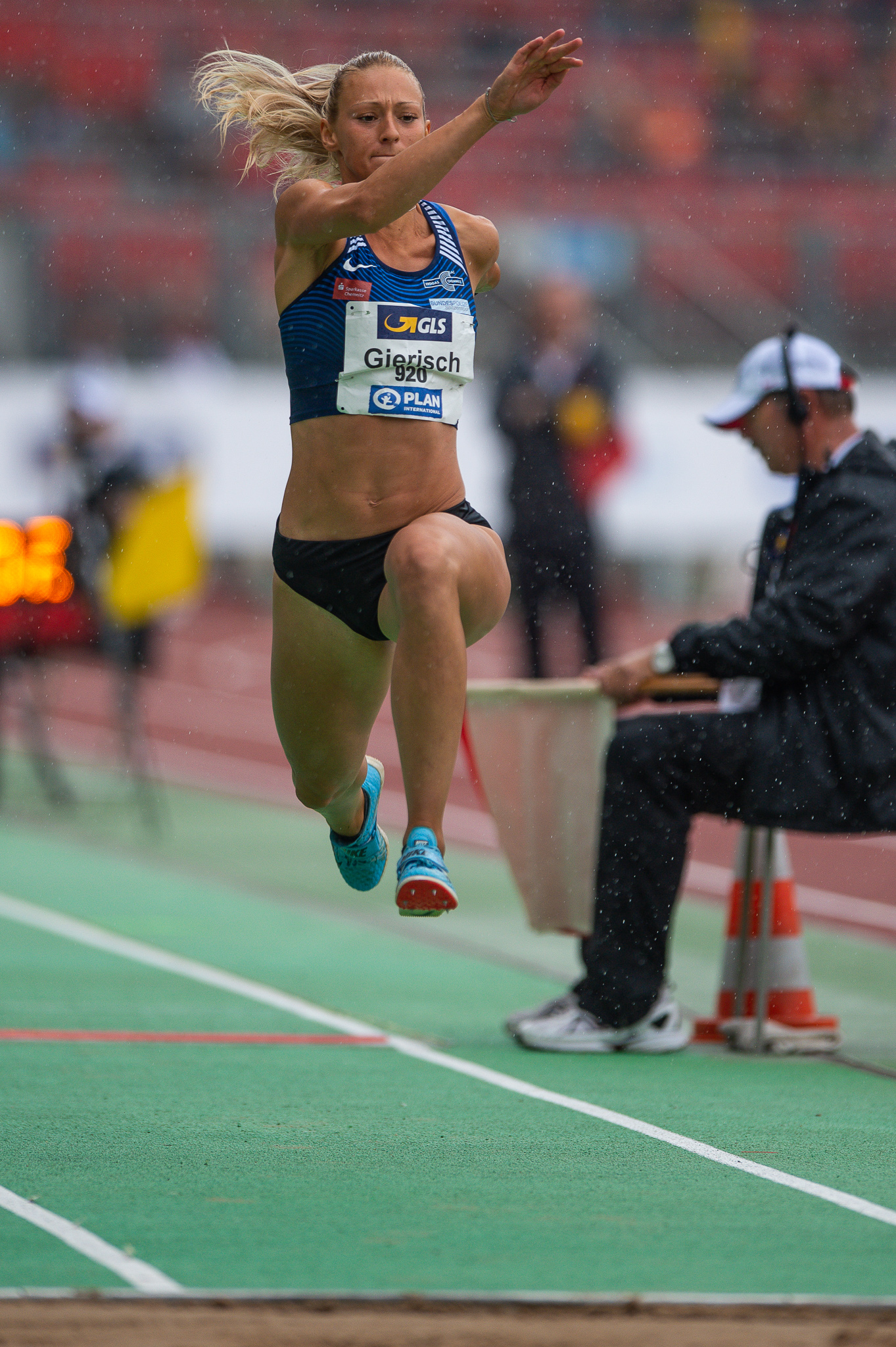
Die achtplatzierte Kristin Gierisch
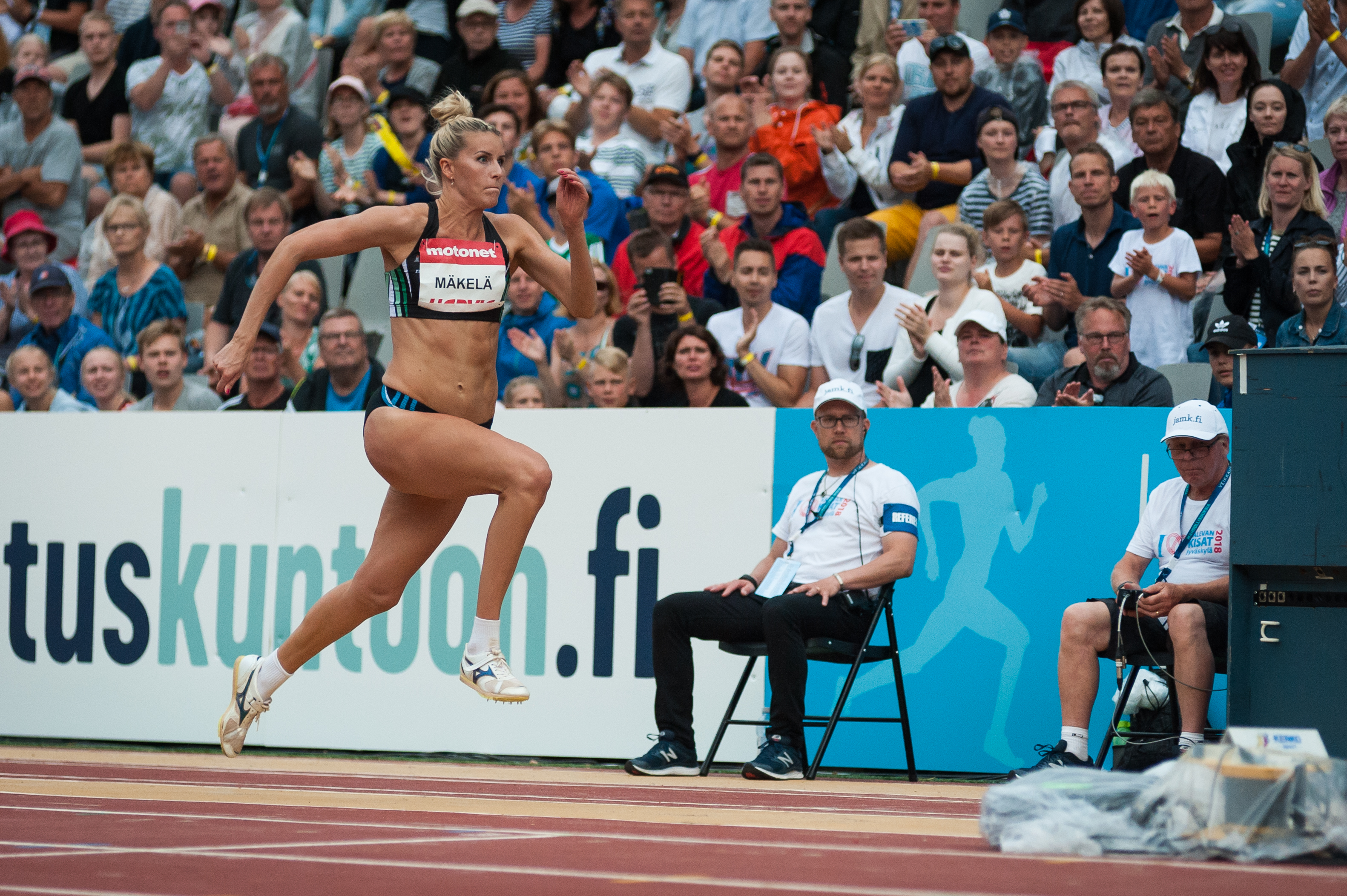
Kristiina Mäkelä erreichte Platz neun
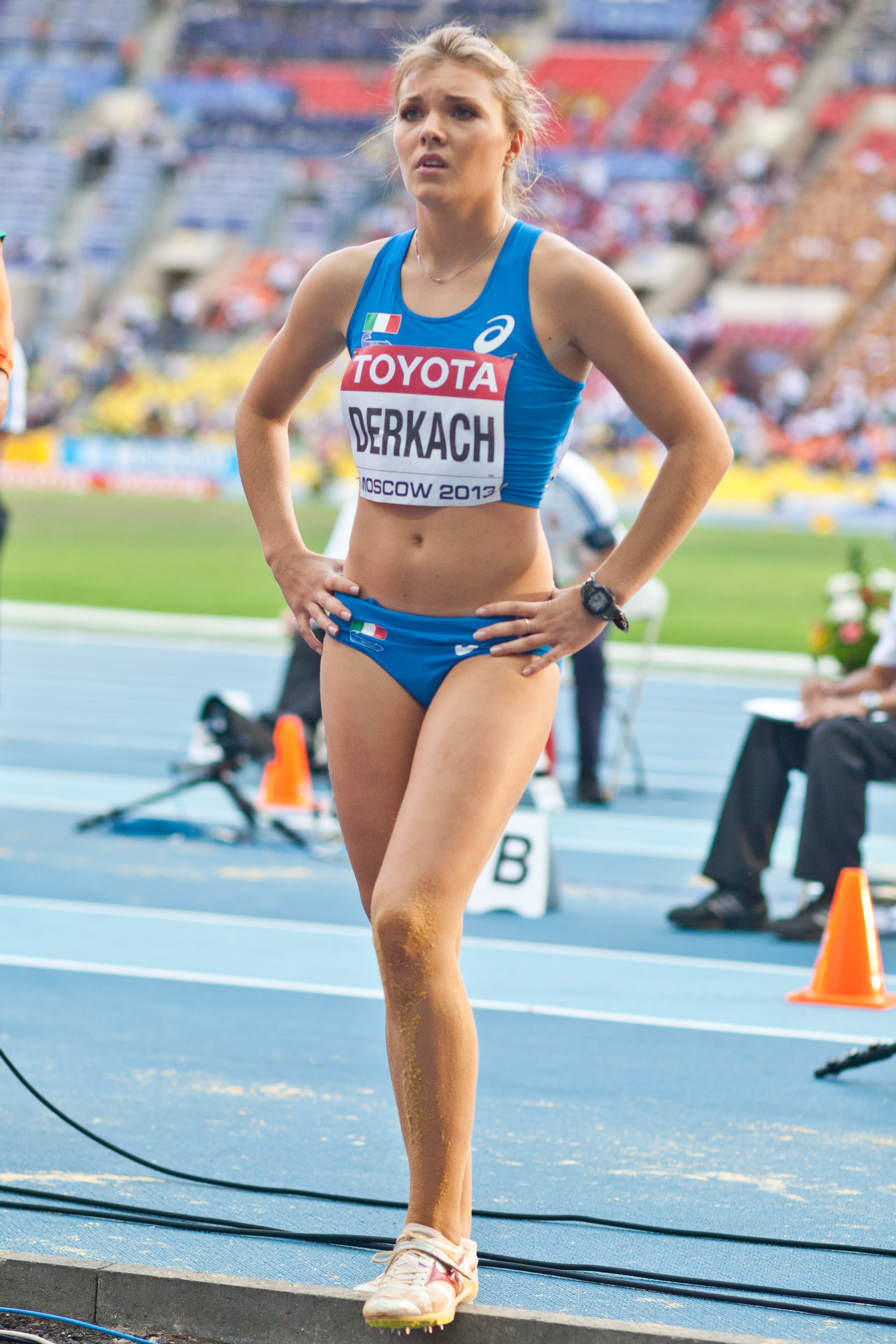
Rang zehn für Dariya Derkach
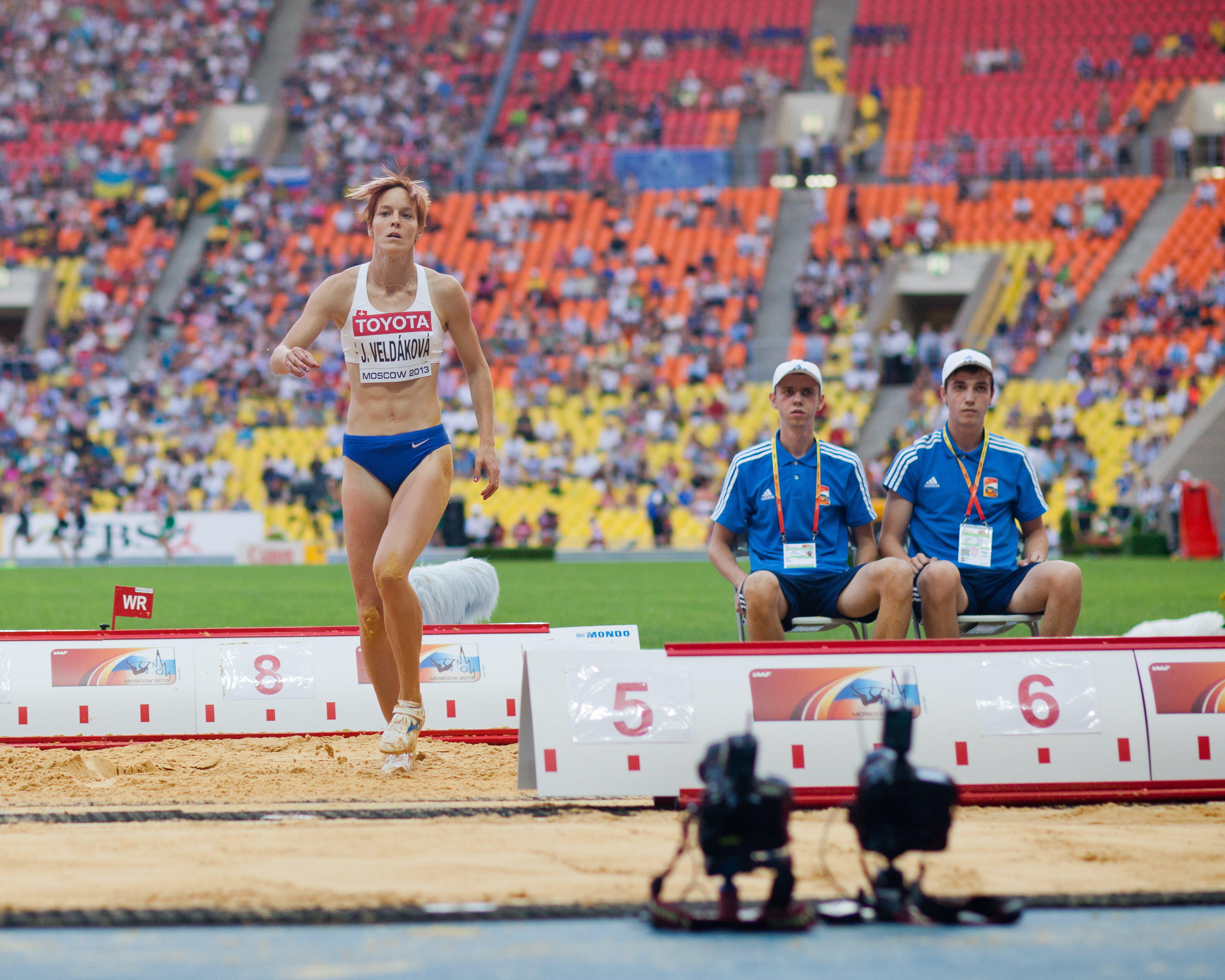
Jana Velďáková – Rang elf

## Videolink
- Triple jump women final European Athletics Championships 2016 Amsterdam, youtube.com, abgerufen am 24. März 2023